# Spanische Missionen
Die Spanischen Missionen in Nord- und Mittelamerika waren Einrichtungen, die dazu dienen sollten, die indigene, vorwiegend indianische Bevölkerung in das spanische Kolonialreich zu integrieren. Die katholische Religion und bestimmte Aspekte der spanischen Kultur sollten unter der Aufsicht von Missionaren vermittelt werden, wobei der Staat für ausreichenden Schutz sorgte. Überreste der teilweise noch intakten Anlagen findet man heute im Süden Kaliforniens, in Arizona, New Mexico, Texas und im Norden Mexikos. Die Spanier sahen in den Missionsstationen eine äußerst kostengünstige Möglichkeit, ihre Grenzen in Neuspanien auszudehnen und gegenüber anderen Kolonialmächten zu behaupten. Die Stationen wurden in der Zeit zwischen 1493 und ca. 1840 errichtet, ausgehend vom heutigen Mexiko aus.

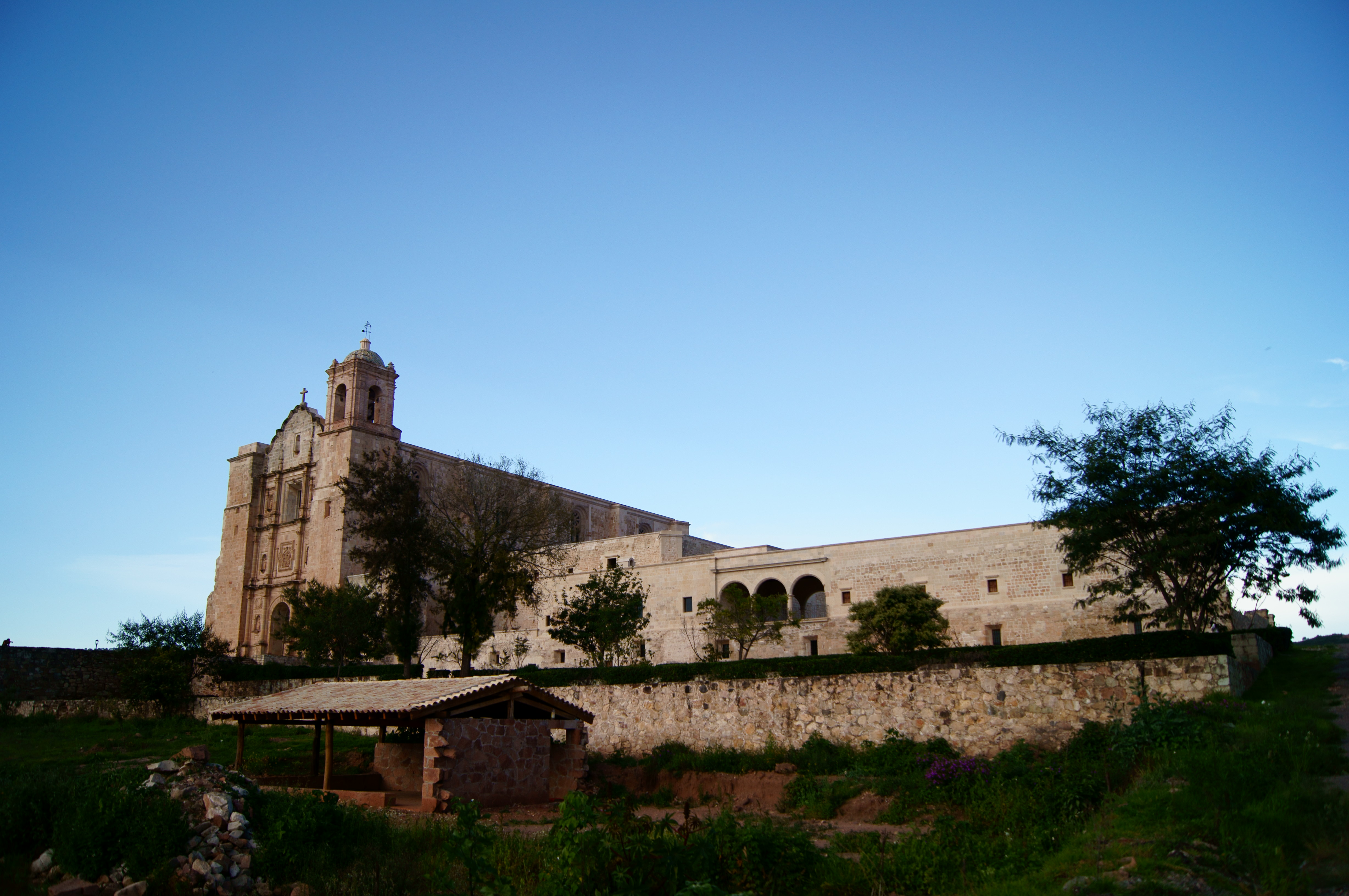
Dominikanerkonvent mit Capilla abierta, Yanhuitlán, Oaxaca, Mexiko (um 1540/50)

## Übersicht
Die spanischen Missionen in den damaligen nördlichen Provinzen Mexikos (heutiges Baja California, Arizona, New Mexico und Texas) wurden bis zum Jahr 1767 von der katholischen Kirche überwiegend von den Jesuiten betrieben. Die Padres gingen davon aus, dass zwischen der Gründung einer Mission und der Ausbildung der Indianer zu „christlichen Arbeitern“ mindestens 10 Jahre vergehen würden. Nach den zehn Jahren sollten die Missionen in einfache Diözesen umgewandelt werden, so dass die eigentlichen Missionare weiterziehen konnten. Das gelang allerdings nur teilweise, da die Indianer das komplexe Handwerk und den komplexen Glauben, der ihnen vermittelt werden sollte, oft nicht verstanden.
Als Starthilfe erhielt jede neue Mission einen Geldbetrag für den Ankauf von Glocken, Kleidung, Saatgut, Werkzeugen und anderen notwendigen Dingen. Wenn alles nach Plan lief, entwickelte sich die Mission nach und nach zu einem blühenden Unternehmen. Zunächst errichtete man eine provisorische Kapelle und ein paar primitive Unterkünfte. Sobald diese behelfsmäßigen Gebäude standen, begannen die Franziskaner das Evangelium unter den Indianern in der Nähe zu verbreiten, wobei sie mit Glasperlen, Kleidung, Decken und Lebensmitteln nachhalfen. Dann mussten die Schützlinge der Padres die Felder bestellen und die provisorischen Gebäude durch bleibende ersetzen. Im Laufe der Jahre erweiterten die Bewohner das umzäunte, viereckige Grundstück zu einer autarken kleinen Welt aus Wohnungen, Werkstätten, Viehställen und Lagerräumen. Über all diesen Bauten erhob sich die Missionskirche, die oft als letztes fertiggestellt wurde.
Nach dem Jesuitenverbot von 1767 übernahmen die Franziskaner die Rolle der Missionare und bauten das System weiter aus. Insbesondere die 21 Missionen in Kalifornien wurden von den Franziskanern gegründet. Auch die Augustiner betrieben einige der Stationen.

## Geografische Verteilung

### Mexiko

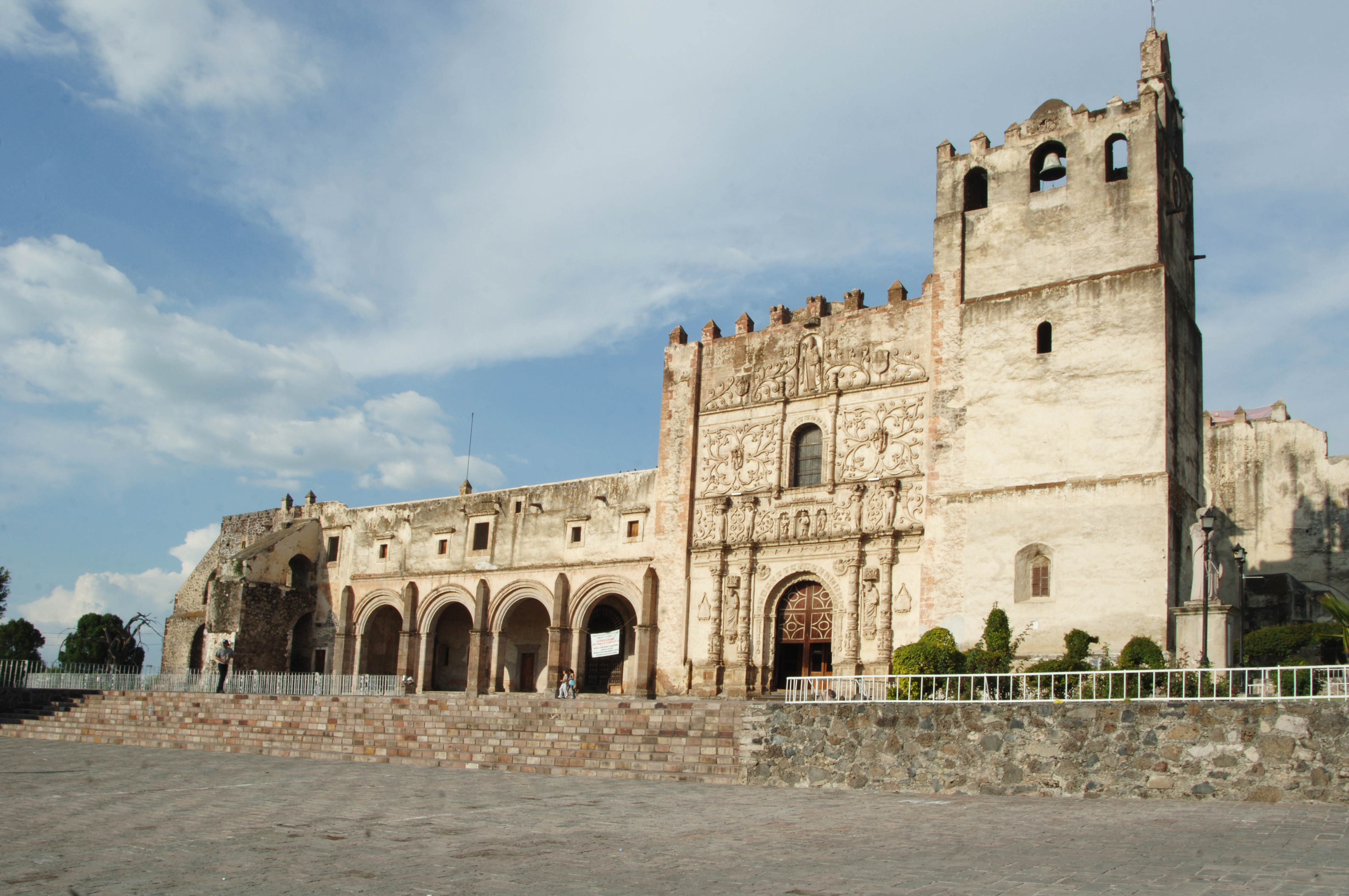
Augustinerkonvent mit Capilla abierta, Yuriria, Bundesstaat Guanajuato, Mexiko (um 1550)

Die ersten missionarischen Aktivitäten in Neuspanien entwickelten Mönche im Gefolge von Christoph Kolumbus, Hernán Cortés und anderen Conquistadoren wie Pedro de Alvarado. Später beteiligten sich hauptsächlich vier Ordensgemeinschaften am Aufbau der Missionsstationen: Franziskaner (seit 1523), Dominikaner (seit 1526), Augustiner (seit 1533) und Jesuiten, wobei die Franziskaner überwiegend in Zentral- und Nordmexiko sowie auf der Halbinsel Yucatán tätig waren und die Dominikaner eher in Oaxaca und Chiapas. Hinzu kam noch der Mercedarierorden, dessen Hauptniederlassung sich in Antigua, der alten Hauptstadt des Generalkapitanats Guatemala, befand.
Zu den Missionsstationen in Mexiko zählen (unvollständige Liste):
Franziskaner und Jesuiten
- Misión La Purísima Concepción de Caborca in Caborca, Sonora[1]
- Misión San Antonio de Oquitoa in Oquitoa, Sonora[2]
- Misión San Ignacio de Cabórica in Sonora[3]
- Misión San Pedro y San Pablo de Tubutama in Tubutama, Sonora[4]
- Misión San Diego de Pitiquito Mission in Pitiquito, Sonora[5]
- Mission San Francisco Solano in Coahuila[6]
- Mission San Juan Bautista in Coahuila[7]
- Misión Santa Maria Magdalena in Sonora[8]
- Misión Santa Rosalía in Camargo, Chihuahua
- Misión Santiago y Nuestra Señora del Pilar de Cocóspera, in Cocóspera, Sonora[9]

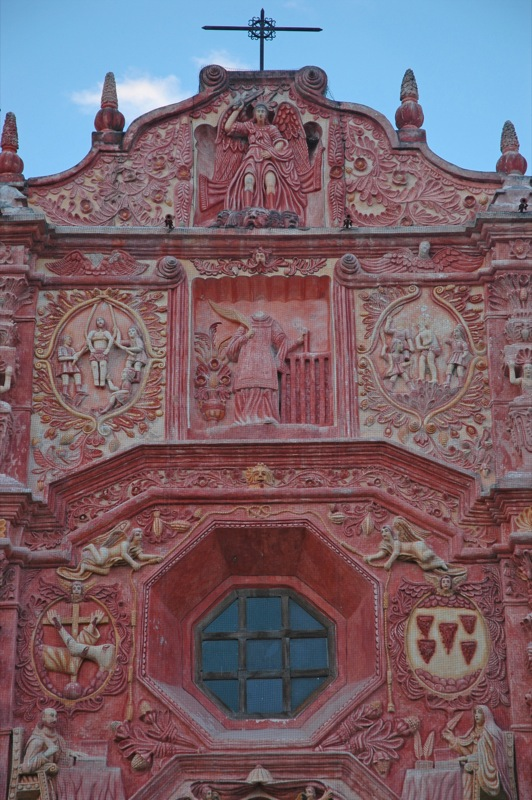
Kirche in der Sierra Gorda

Hinzu kommen die fünf franziskanischen Missionen in der Sierra Gorda, einem Ausläufer der Sierra Madre Oriental im Bundesstaat Querétaro sowie mehrere Missionsstationen an den Hängen des Popocatépetl. Beide Gruppen von Stationen wurden zum UNESCO-Weltkulturerbe ernannt.
Dominikaner
- Dominikanermission in Santo Domingo Yanhuitlán, Oaxaca
- Dominikanermission Santiago Apóstol in Cuilápam, Oaxaca
- Dominikanermission in San Juan Bautista Coixtlahuaca, Oaxaca
- Dominikanermission in San Pedro y San Pablo Teposcolula, Oaxaca
- Dominikanermission in San Juan Teposcolula, Oaxaca

### Baja California
Nach mehreren fehlgeschlagenen Versuchen, sich nach Nordwesten auszudehnen, gelang es erst im Jahr 1697 im heutigen Niederkalifornien eine Mission zu gründen und auch zu etablieren. In den Jahren bis zum Jesuitenverbot und der damit verbundenen Ausweisung der Jesuiten aus Neuspanien, entstand eine Reihe von weiteren Missionen auf der Halbinsel.

#### Missionsgründungen der Jesuiten in Baja California - Chronologie
- Nuestra Señora de Loreto Conchó, 1697
- San Francisco Javier Vigé (oder „Biaundó“), 1699
- Santa Rosalíe de Mulegé, 1705
- San Juan Bautista Liguid (oder „Malibat“), 1705 (aufgelöst 1721)
- San José de Comondú, 1708
- La Purísima Concepción Cadegomó, 1720
- Nuestra Señora de Guadalupe Guasinapí, 1720
- Nuestra Señora de del Pilar de la Paz, 1720 (aufgelöst 1748)
- Nuestra Señora de los Dolores (oder „de la Pasión“), 1721
- Santiago, 1721
- San Ignacio Cadacaamang, 1728
- San José del Cabo, 1730
- Santa Rosa de Todos Santos, 1733
- San Luis Gonzaga, 1737
- Santa Gertrudis, 1752
- San Francisco de Borja, 1762
- Santa María de los Ángeles Cabujacaamang, 1767[10]

### Alta California
Der Franziskaner Junípero Serra drang 1769 mit der Expedition von Gaspar de Portolà nach Alta California (Gebiet des heutigen Bundesstaates Kalifornien) vor. Auf seine Initiative hin wurden in den nächsten 54 Jahren insgesamt 21 franziskanische Missionsstationen entlang dem sogenannten „El Camino Real“ von San Diego bis nach Sonoma nördlich von San Francisco errichtet. Diese zählen heute zu den ältesten Gebäuden Kaliforniens und sind ein wichtiger Teil der Geschichte des Bundesstaates geworden.

### Texas

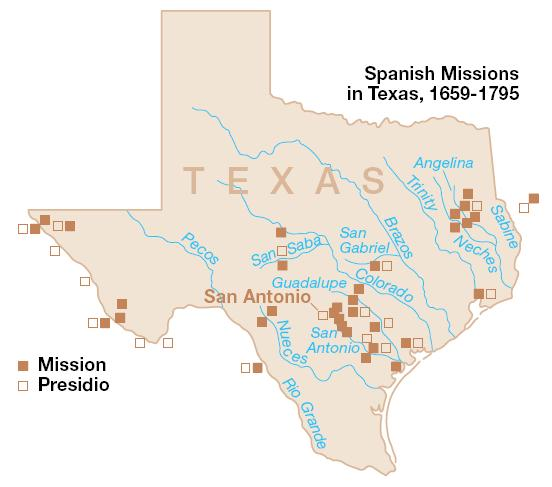
Spanische Missionen innerhalb der heutigen Grenzen von Texas

Auch im heutigen US-Bundesstaat Texas entstanden spanische Missionen. Hier wurden in der Zeit von 1690 bis 1795 insgesamt 26 Missionen errichtet, die während unterschiedlichen Zeiträumen betrieben wurden, dazu gehören:
- Mission San Francisco de la Espada
- Mission Santísimo Nombre de María
- Mission San Juan Capistrano
- Mission Nuestra Señora de la Purísima Concepción de Acuña
- Mission San José de los Nazonis
- Mission Nuestra Señora de Guadalupe de los Nacogdoches
- Mission Nuestra Señora de los Dolores de los Ais
- Mission San Miguel de Linares de los Adaes
- Mission San Antonio de Valero
- Mission San José y San Miguel de Aguayo
- Mission Nuestro Señora del Espíritu Santo de Zúñiga
- Mission San Francisco Xavier de Najera
- Mission Santa Cruz de San Sabá
- Mission Nuestra Señora del Rosario
- Mission San Francisco Xavier de los Dolores
- Mission Nuestra Señora de la Luz
- Mission Nuestra Señora del Refugio

Die ersten Missionen im Osten von Texas waren eine direkte Antwort auf die Furcht hin, die Franzosen könnten hier eine Ausdehnung ihrer Besitztümer in der neuen Welt versuchen. Im Jahr 1689 entdeckten die Spanier die Überreste von Fort Saint Louis in Neufrankreich. Ein Jahr später errichteten sie die Mission San Francisco de la Espada als erste spanische Station im Gebiet des heutigen Texas in der Nähe des heutigen Alto.

### New Mexico

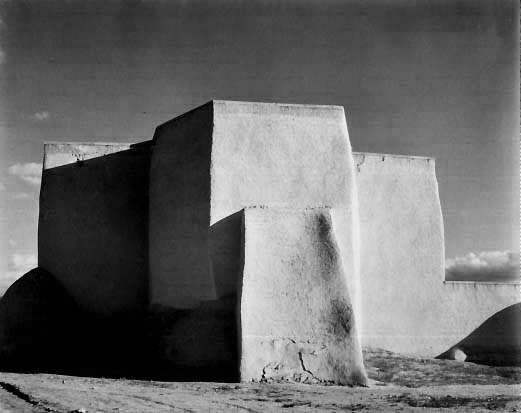
Missionskirche San Francisco de Asís in Ranchos de Taos, New Mexico

Das heutige New Mexico sah eine der blutigsten Folgen der Missionierungsversuche der Spanier. Nach dem Jahr 1598 wurden hier ebenfalls ein gutes Dutzend Missionen errichtet. Fünf davon im Estancia-Becken, von denen drei als Ruinen erhalten und zusammen mit den missionierten Pueblos als Salinas Pueblo Missions National Monument ausgewiesen sind. Im Jahr 1680 kam es zum sogenannten Pueblo-Aufstand, der den Spaniern die schwerste Niederlage in einem Krieg gegen die Indianer beibrachte. Die Spanier wurden vorübergehend aus dem Gebiet vertrieben, begannen aber knappe zehn Jahre später wieder erneut mit der Missionierung, diesmal mit mehr Erfolg.

### Südamerika
Als Jesuitenreduktionen werden die von Jesuiten errichteten Siedlungen der indigenen Bevölkerung in Südamerika bezeichnet. Sie bestanden von 1604 bis zum Jesuitenverbot im Jahr 1767. Einige der Stätten oder Ruinen davon existieren noch heute und werden zum Weltkulturerbe gezählt.

### Weitere US-Bundesstaaten

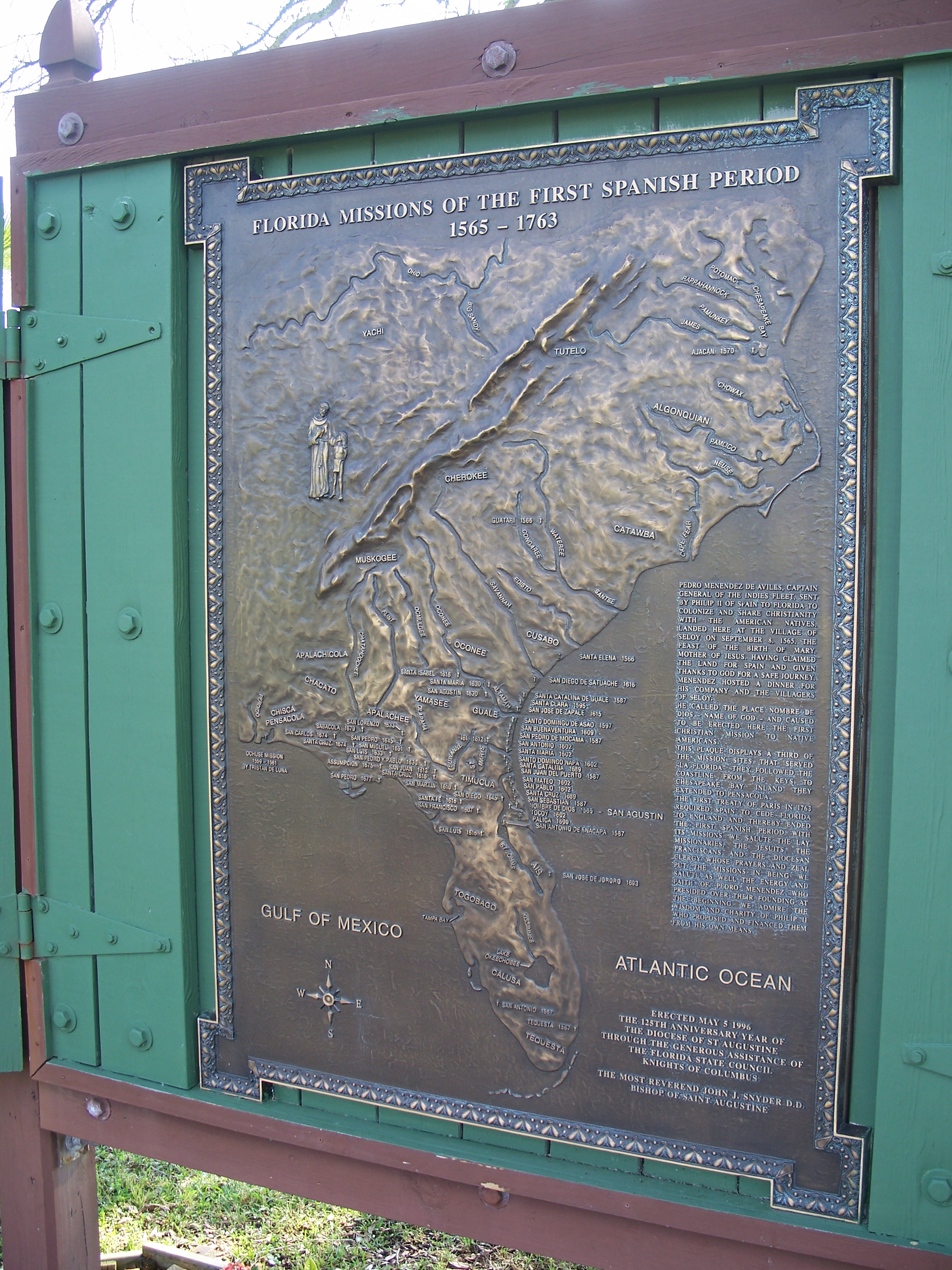
Missionen in Florida aus der Zeit zwischen 1565 und 1763

In weiteren Bundesstaaten versuchten die Spanier Fuß zu fassen: So im heutigen Arizona, South Carolina, North Carolina, Florida, Georgia, Louisiana und selbst in Virginia gab es zwischen 1570 und 1571 eine kurzlebige spanische Mission. Allerdings sind viele dieser Missionen bereits um 1800 aufgegeben wurden.

### Außerhalb Amerikas
Außerhalb des amerikanischen Festlandes gab es unter anderem Missionen in Trinidad und Tobago und in Asien. Für die Gründung der letzteren war maßgeblich der Heilige Franz Xaver, Mitbegründer des Jesuitenordens, verantwortlich. Er starb auf der Insel Shangchuan Dao, die zu China gehört, bevor er dazu kam, auch in China den katholischen Glauben zu verkünden.

## Missionierung und Aufbau der Stationen
→ für Details siehe Spanische Missionen in Kalifornien
Die Indianer kamen entweder freiwillig – insbesondere aus Neugier – oder wurden von Soldaten, notfalls mit Gewalt, in die Mission gebracht. Die Padres duldeten keine andere Religion neben dem Christentum. Das spirituelle Leben der Indianer war in ihren Augen überhaupt keine Religion, sondern heidnischer Aberglaube und Hexerei. In der Mission wurden die Neuankömmlinge überwacht und bei Übertretung der strengen Regeln oder Widersetzlichkeiten schwer bestraft. Man bekehrte sie, brachte ihnen handwerkliche Fertigkeiten bei und wies ihnen nach einer gewissen Zeit schließlich ein Stück Land in der Nähe der Mission zu. Sie sollten christliche Bauern und Arbeiter werden, was aber tatsächlich nichts anderes als ein Sklavendasein in den spanischen Missionen darstellte.
Waren die Neulinge oder Neophyten, wie sie genannt wurden, erst einmal bekehrt und getauft, durften sie nicht nach Belieben die Mission wieder verlassen. Wenn sie es dennoch taten, nannte man es „desertieren“ und sie wurden von Soldaten verfolgt und, falls man sie wieder einfing, hart bestraft. Die Neophyten bekamen spanische Namen, blaue Uniformen und arbeiteten auf den Feldern oder in Ställen und Werkstätten der Mission. Sie kümmerten sich um das Vieh, gerbten Häute und stellten Kerzen, Seife, Ziegel, Fliesen, Schuhe, Sättel und andere Artikel des täglichen Bedarfs her.
Jedes Vergehen aber wurde hart bestraft. Sie wurden mit Peitschen geschlagen, in Halseisen gelegt, gebrandmarkt, verstümmelt und sogar hingerichtet. Indianische Männer und Frauen, auch Ehepaare, mussten in den Missionen getrennt leben, und unverheiratete junge Frauen, denen Soldaten und männliches Missionspersonal oft nachstellten, wurden in konventartigen Kasernen separiert. Unzureichendes und fremdartiges Essen, an das die Indianer nicht gewöhnt waren, mangelhafte Unterkünfte und Hygiene, verheerende Ausbrüche von Malaria, Pocken und anderen Epidemien, Demoralisierung, Verzweiflung und Verlust ihrer Kultur und Identität waren Ursachen für eine Todesrate, die einem Genozid gleichkam.

## Konflikte
Einige Male kam es zu verzweifelten, letztlich aber erfolglosen Revolten gegen die Spanier und ihre Missions-Politik. Der erste Aufstand erfolgte im Jahr 1680 bei den Puebloindianern. Im Jahr 1775 verbündeten sich etwa 800 Ipai und Tipai aus neun Dörfern, um die Mission im kalifornischen San Diego niederzubrennen. Weitere Revolten brachen unter den Costanoan in den kalifornischen Missions-Stationen San José, San Juan Bautista und Santa Cruz aus; am spektakulärsten war der Aufstand der Chumash im Jahr 1824, der die kalifornischen Missionen Santa Ynez, Santa Barbara, San Fernando und La Purisima zum Ziel hatte.

## Auflösung der Missionen
Im Jahr 1821 gewann Mexiko seine Unabhängigkeit von Spanien und in den ersten Jahren der neuen mexikanischen Republik, zwischen 1824 und 1834, wurden fast alle spanischen Missionen offiziell säkularisiert. Die in den Missionen lebenden Indígenas waren frei und konnten gehen. Die Rückkehr in ihre alte Welt aber war eine Illusion. Meist blieb den ehemaligen Neophyten kaum eine andere Wahl als sich auf den mexikanischen Gutshöfen als Tagelöhner (peónes) zu verdingen.